# Годяну (комуна)
Годяну (рум. Godeanu) — комуна у повіті Мехедінць в Румунії. До складу комуни входять такі села (дані про населення за 2002 рік):
- Годяну (219 осіб) — адміністративний центр комуни
- Марга (108 осіб)
- Пеунешть (231 особа)
- Широка (221 особа)

Комуна розташована на відстані 279 км на захід від Бухареста, 18 км на північ від Дробета-Турну-Северина, 109 км на північний захід від Крайови.

## Населення
За даними перепису населення 2002 року у комуні проживали 779 осіб, усі — румуни. Усі жителі комуни рідною мовою назвали румунську.
Склад населення комуни за віросповіданням:
| Релігія       | Кількість осіб | Відсоток |
| ------------- | -------------- | -------- |
| православні   | 778            | 99,9%    |
| римо-католики | 1              | 0,1%     |